# Sidux
Termenul sidux a desemnat până în sept. 2010 o distribuție Linux bazată pe un kernel instabil derivat din Debian numit „Sid”. Actualmente distribuția poartă numele „aptosid”. Distribuția se poate inițializa de pe un Live CD și poate fi instalată pe un disc dur cu ajutorul unei interfețe grafice (GUI). 
Distribuția este dezvoltată de o echipă care îl include pe fostul programator al distibuției Kanotix, Stefan Lippers-Hollmann. Inițial administrarea proiectului a fost făcută de fundația The sidux Foundation, Inc. din Statele Unite, dar în prezent administrarea și suportul sunt oferite de o echipă aflată în Berlin, Germania.

## Versiuni
| Culoare  | Înțeles                                       |
| -------- | --------------------------------------------- |
| Roșu     | Versiune veche; nu se oferă suport            |
| Galben   | Versiune veche; se oferă suport în continuare |
| Verde    | Versiunea curentă                             |
| Albastru | Versiune viitoare                             |

Versiunile erau de obicei disponibile ca 4 versiuni de CD, începând cu 5.04.2007 se oferă un DVD complet și două CD-uri aici[nefuncțională]
.
| Ediție    | kde-light CD | kde-full CD | kde-full DVD |
| --------- | ------------ | ----------- | ------------ |
| 2007-01   | i686         | i686        |              |
| → 2007-04 | AMD64        | AMD64       |              |
| 2007-04.5 | i686         | kde-full CD | i686 & AMD64 |
| → ...     | AMD64        |             | i686 & AMD64 |

| Lansat        | Nume                            | Dată                 | Download                                        | Informații                                                                        |
| 2007-01       | chaos "Χάος"                    | 22 februarie 2007    |                                                 | sidux 2007-01 release Arhivat în 23 februarie 2007, la Wayback Machine.           |
| 2007-02       | Tartaros "Τάρταρος"             | 28 mai 2007          |                                                 | sidux 2007-02 Arhivat în 18 ianuarie 2008, la Wayback Machine.                    |
| 2007-03       | gaia "Γαια"                     | 14 august 2007       | Arhivat în 13 august 2011, la Wayback Machine.  | sidux 2007-03.1 hotfix Arhivat în 24 octombrie 2007, la Wayback Machine.          |
| 2007-04       | eros "Ερως"                     | 21 noiembrie 2007    | [nefuncțională]                                 | sidux 2007-04 Arhivat în 17 decembrie 2007, la Wayback Machine.                   |
| 2007-04.5     | eros "Ερως" (Ediție de Crăciun) | 12 decembrie 2007    | Arhivat în 10 aprilie 2008, la Wayback Machine. | sidux 2007-04.5 christmas special Arhivat în 10 aprilie 2008, la Wayback Machine. |
| 2007-04.5 DVD | eros "Ερως" (DVD)               | 30 decembrie 2007    | none                                            | sidux DVD released Arhivat în 31 decembrie 2007, la Wayback Machine.              |
| 2008-01       | nyx "Νυξ"                       | săptămâna 04-06 2008 |                                                 | sidux 2008-01 preview 2 Arhivat în 23 martie 2008, la Wayback Machine.            |
| 2008-02       | erebos "Ερεβος"                 | week 14-15 2008      |                                                 |                                                                                   |
| 2008-03       | ourea "Ωυρεα"                   | săptămâna 25-26 2008 |                                                 |                                                                                   |
| 2008-04       | pontos "Ποντος"                 | săptămâna 37-38 2008 |                                                 |                                                                                   |
| ------------- | ------------------------------- | -------------------- | ----------------------------------------------- | --------------------------------------------------------------------------------- |